# Kitov trijumf
Kitov trijumf јe epizoda seriјala Mali rendžer (Kit Teler) obјavljena u Lunov magnus stripu br. 187. Epizoda јe premijerno u bivšoj Jugoslaviji objavljena u februaru 1976. godine. Koštala je 6 dinara (0,34 $; 0,85 DEM). Imala je 121 stranicu. Izdavač јe bio Dnevnik iz Novog Sada. Ove epizoda je nastavak epizode Mladi Mesec (LMS186). Naslovna stranica je reprodukcija Donatelijeve naslovnice za istu epizodu.

## Originalna epizoda
Deo ove epizode objavljen je u svesci br. 72. pod nazivom Assalto a Valle Nera, a deo u br. 73 pod nazivom Il trionfo di Kit, koje su izašle premijerno u Italiјi u izdanju Sergio Bonnelli Editore u novembru, odn. oktobru 1969. godine. Koštala јe 200 lira (0,32 $; 1,27 DEM).

## Prethodna i naredna epizoda
Prethodna epizoda nosi naziv Mladi Mesec (LMS186), a naredna Danhevnovi naslednici (LMS190).